# Тахохов, Георгий Борисович
Гео́ргий Бори́сович Тахо́хов (26 сентября 1970) — советский, таджикский и российский футболист, играл на позициях полузащитника и нападающего. Выступал за сборную Таджикистана.

## Карьера

### Клубная
В 1988 году был заявлен за «Памир» из Душанбе, за который дебютировал 2 мая 1988 года в матче 1/64 финала Кубка СССР против хабаровского СКА. В 1991 году провёл 3 матча в Высшей лиге. В 1992 году перебрался в «Спартак» из Владикавказа, в составе которого завоевал серебряные медали чемпионата России, однако проведя лишь одну игру за «Спартак» перебрался в «Автодор», далее играл в другом клубе из Владикавказа — «Иристоне». С 1999 по 2000 год играл в «Витязе» из Крымска, выступающим во Втором дивизионе, далее играл в «Славянске», завершал же карьеру в будённовской «Жемчужине».

### Послеигровая
По окончании футбольной карьеры стал детским тренером, работал в «Алании». В частности он занимался с детьми 1995 года рождения, с которыми в январе 2007 года стали победителями турнира среди юношеских команд Южного федерального округа. С 20 по 25 августа 2009 на финальный турнире розыгрыша Кубка ПФЛ в Саранске среди своих сверстников подопечные Георгия Тахохова заняли четвёртое место. В октябре 2010 года юноши 1995 года рождения, которыми руководил Тахохов, завоевали путёвку на общероссийский финал турнира, успешно выступив в южной зоне чемпионата России среди юниоров. В настоящее время тренер клуба «Беслан-ФАЮР».
В сентябре 2009 года вместо приболевшего главного тренера «Автодора» Заура Тедеева руководил клубом, переиграв «Астрахань».

## Достижения

### Командные
«Спартак» (Владикавказ)
Вице-чемпион России: (1)
- 1992